# TG2
TG2 – telewizyjny program informacyjny nadawany codziennie w Rai Due – drugim programie włoskiej telewizji.
Od 21 czerwca 2012 dokonano zmian we wszystkich programach Tg2
- zmieniono oprawę graficzną i muzyczną serwisów
- powrócono do nazw Mattina i Nott, pozostałe serwisy w oprawie mają godzinę rozpoczęcia się programu – 13:00, 18:15 i 20:30

Od 28 września 2009 do 21 czerwca 2012 
- zmieniono oprawę graficzną i muzyczną serwisów
- logo serwisu zostawiono z poprzedniej oprawy,
- zostawiono samą nazwę serwisu, a przydomki które widniały przy każdej poprzedniej wersji przed zmodernizowaniem – usunięto.
- zniknęły m.in. nazwy Mattina, Giorno, 20:30 czy Notte
- serwisy informacyjne przywrócono do siedzącego sposobu prowadzenia

## Dyrektorzy Tg2
| Lista dyrektorów Tg2 | Okres                     |
| Mario Orfeo          | lipiec 2010 – marzec 2011 |
| Mario De Scalzi      | kwiecień – czerwiec 2011  |
| Marcello Masi        | czerwiec 2011 –           |

## Wydania Tg2
| Tg2        | Obecne wydania Tg2 | Byłe wydania Tg2 |
| Codziennie | 10:00 (60 min.) wydanie poranne 13:00 (30 min.) wydanie główne 17:45 (5 min.) wydanie dla niesłyszących 18:15 (30 min.) wydanie popołudniowe 20:30 (30 min.) wydanie główne 23:20 (15 min.) wydanie nocne | 10:30 (20 min.) wydanie poranne 13:00 (30 min.) wydanie główne 18:05 (5 min.) wydanie dla niesłyszących 18:30 (30 min.) wydanie popołudniowe 20:30 (30 min.) wydanie główne 22:45 – 01:00 (10 min.) wydanie nocne                                                        |
| Weekend    | 13:00 (30 min.) wydanie główne 18:00 (5 min.) wydanie dla niesłyszących 20:30 (30 min.) wydanie główne 01:00 (15 min.) wydanie nocne                                                                      | 07:00 (5 min.) flesh 08:00 (20 min.) wydanie poranne 09:00 (5 min.) flesh 09:30 (5 min.) wydanie dla niesłyszących 10:00 (5 min.) flesh 13:00 (30 min.) wydanie główne 18:00 (5 min.) flesh 20:30 (30 min.) wydanie główne 23:20 – 01:00 (15 min./20 min.) wydanie nocne |

## Prezenterzy Tg2
| Tg2                                              | Obecni prowadzący | Byli prowadzący | Sporadycznie |
| 13:00                                            | Maria Grazia Capulli październik 2009 – czerwiec 2012 luty 2013 – Francesca Nocerino październik 2009 – Nadia Zicoschi marzec 2010 – Chiara Lico wrzesień 2010 – Ilaria Capitani czerwiec 2012 – Frediana Biasutti czerwiec 2013 – Laura Berti marzec 2014 – Silvia Vaccarezza wrzesień 2009 – marzec 2010 Sandro Petrone październik 2009 – luty 2010 Manuela Moreno październik 2009 – grudzień 2012 | Laura Berti sierpień 2011 | |
| 17:45/18:15                                      | Silvia Vaccarezza luty 2012 – Laura Berti luty 2012 – Frediana Biasutti marzec 2012 – październik 2010 – czerwiec 2011 | Elisabetta Migliorelli wrzesień 2010 – czerwiec 2011 Piergiorgio Giacovazzo wrzesień 2010 – czerwiec 2011 Carola Carulli wrzesień 2010 – czerwiec 2011 Francesca Romana Elisei październik 2010 – czerwiec 2011 Adele Ammendola czerwiec 2011 – styczeń 2012 Dario Laruffa lipiec 2011 – luty 2012 Maria Concetta Mattei lipiec 2011 – luty 2012 Luca Salerno lipiec 2011 – styczeń 2012 Maurizio Martinelli sierpień 2010 – luty 2012 | Manuela Moreno lipiec 2011 |
| 20:30                                            | Dario Laruffa wrzesień 2009 – Maria Concetta Mattei październik 2009 – Adele Ammendola październik 2009 – Maurizio Martinelli październik 2009 – Luca Salerno listopad 2009 – maj 2012 luty 2013 – | Maria Grazia Capulli lipiec 2012 – styczeń 2013 | Manuela Moreno lipiec 2011 |
| 22:45 – 01:00 wydanie emitowane w dni powszechne | Simonetta Guidotti wrzesień 2011 – Sandro Petrone październik 2011 – Piergiorgio Giacovazzo luty 2012 – Maria Leitner luty 2012 – Chiara Prato marzec 2012 | Dario Laruffa wrzesień 2009 – wrzesień 2011 Maria Concetta Mattei październik 2009 – wrzesień 2011 Adele Ammendola październik 2009 – wrzesień 2011 Maurizio Martinelli październik 2009 – sierpień 2011 Luca Salerno listopad 2009 – wrzesień 2011 Silvia Vaccarezza wrzesień 2011 – luty 2012 Laura Berti październik 2011 – grudzień 2012 Frediana Biasutti październik 2011 – styczeń 2012                                         | Elisabetta Migliorelli listopad 2009 styczeń 2010 – luty 2010 sierpień 2010 Giovan Battista Brunoi październik 2009 grudzień 2009 styczeń 2010 kwiecień 2010 styczeń 2011 Daniele Rotondo luty-kwiecień 2010 kwiecień 2011 Laura Berti maj 2010 grudzień 2010 marzec 2011 maj 2011 Francesca Romana Elisei styczeń 2010 Carola Carulli styczeń 2010 Simonetta Guidotti luty 2010 maj 2010 październik 2010 Frediana Biasutti sierpień 2010 Chiara Prato listopad 2010 Manuela Moreno lipiec 2011 |
| 23:20 – 01:00 wydanie weekendowe                 | Simonetta Guidotti luty 2010 – Chiara Prato wrzesień 2010 Sandro Petrone październik 2011 – Piergiorgio Giacovazzo luty 2012 – Maria Leitner luty 2012 – - Obecnie Ci sami jak w dni powszechne | Giovan Battista Brunoi październik 2009 – czerwiec 2011 Laura Berti październik 2009 –styczeń 2012 Daniele Rotondo listopad 2009 – czerwiec 2011 Elisabetta Migliorelli grudzień 2009 – sierpień 2010 | Piergiorgio Giacovazzo październik 2009 grudzień 2009 Frediana Biasutti styczeń 2010 Francesca Romana Elisei styczeń 2010 Carola Carulli styczeń 2010 Christiana Ruggeri maj 2010 Manuela Moreno lipiec 2011 Maria Concetta Mattei grudzień 2010 lipiec – wrzesień 2011 Adele Ammendola lipiec – wrzesień 2011 Dario Laruffa lipiec 2011 wrzesień 2011 Luca Salerno lipiec 2011 wrzesień 2011 Maurizio Martinelli sierpień 2011                                                                  |

## Nieemitowane już wydania Tg2
| Tg2                                         | Prowadzący | Sporadzycznie                                                                                   |
| 10:00                                       | Maria Grazia Capulli wrzesień 2011 – luty 2012 Francesca Nocerino październik 2011 – luty 2012 Nadia Zicoschi październik 2011 – styczeń 2012 Chiara Lico październik 2011 – luty 2012 Manuela Moreno październik 2011 – luty 2012 - emitowane od września 2011 do lutego 2012 |                                                                                                 |
| 10:30 nie emitowane                         | Silvia Vaccarezza wrzesień 2009 – marzec 2010 Manuela Moreno październik 2009 – wrzesień 2010 Sandro Petrone październik 2009 – luty 2010 Maria Grazia Capulli październik 2009 – wrzesień 2010 Francesca Nocerino październik 2009 – wrzesień 2010 Nadia Zicoschi marzec 2010 – wrzesień 2010 - emitowane od września 2009 do września 2010 | Elisabetta Migliorelli listopad 2009                                                            |
| 07:00 08:00 09:00 09:30 10:00 nie emitowane | Elisabetta Migliorelli październik 2009 – sierpień 2010 Christiana Ruggeri październik 2009 – styczeń 2010 Daniele Rotondo październik 2009 – wrzesień 2010 Giovan Battista Brunoi grudzień 2009 – sierpień 2010 Laura Berti luty 2010 – sierpień 2010 Simonetta Guidotti kwiecień 2010 czerwiec-sierpień 2010 - emitowane od września 2009 do września 2010 | Carola Carulli styczeń 2010 Frediana Biasutti styczeń 2010 Francesca Romana Elisei styczeń 2010 |
| 18:05/18:30 nie emitowane                   | Dario Laruffa wrzesień 2009 – styczeń 2010 Maria Concetta Mattei październik 2009 – styczeń 2010 Adele Ammendola październik 2009 – styczeń 2010 Maurizio Martinelli październik 2009 – styczeń 2010 Luca Salerno listopad 2009 – styczeń 2010 Frediana Biasutti luty 2010 – wrzesień 2010 Francesca Romana Elisei luty 2010 – wrzesień 2010 Carola Carulli luty 2010 – sierpień 2010 Chiara Lico luty 2010 – sierpień 2010 - emitowane od września 2009 do września 2010 | Manuela Moreno luty 2010                                                                        |

- Tg2 Punti.it – program informacyjny. Jest w nim zawarty przegląd prasy największych włoskich gazet takich jak Corriere della Sera czy La Repubblica. W następnej części programu odbywają się wiadomości i temat dnia, po którym zaproszony gość omawia temat. Program na antenie Rai 2 – jest nadawany od poniedziałku do piątku o godzinie 10:00 jego czas trwania to 60 minut. Program w okresie letnim nie jest emitowany.

Zdjęty z anteny w lutym 2012 roku, zastąpiony przez program Tg2 Insieme.
Program prowadzą na zmiany:
– 2009/2010
- Manuela Moreno i Piorgiorgio Giacovazzo
- Luca Salerno i Chiara Prato

– 2010/2011
- Manuela Moreno
- Luca Salerno

Współprowadzący :
- Chiara Prato
- Elena Malizia
- Dorotea Gambardella
- Doriana Deiana
- Monica Sorrentino

– 2011/2012
od września 2011 do lutego 2012
- Prowadzony przez dziennikarzy głównego wydania o 13:00
- Manuela Moreno
- Maria Grazia Capulli
- Francesca Nocerino
- Nadia Zicoschi
- Chiara Lico

## Inne programy TG2
- Tg2 Insieme

– program informacyjny.
Nadawany od lutego 2012, zastąpił program Tg2 punto.it,
od poniedziałku do piątku o godzinie 10:00, czas trwania 60 minut.
Program prowadzą:
Główni prowadzący
- Maria Concetta Mattei
- Luca Salerno
- Francesca Nocerino
- Ilaria Capitani

Współprowadzący
- Dario Celli
- Marzia Roncacci
- Senio Bonini
- Federica Bambagioni

- Costume e Società – magazyn informujący o najnowszych trendach (między innymi w modzie), stylu życia, a także najświezszych informacjach ze świata show-biznesu.

– emitowany od poniedziałku do piątku o godz. 13:30, po głównym wydaniu Tg2 o 13:00
- Medicina 33 – magazyn medyczny, promujący zdrowy styl życia.

– emitowany od poniedziałku do czwartku, o godz. 13:50  po magazynie Costume e Società
– Prowadzi : Luciano Onder
- Punto di Vista – program informacyjny o bieżących faktach z kraju i ze świata

– Prowadzi :  Maurizio Martinelli
Emitowany
– 2009/2010 w poniedziałki
– 2010/2011 w czwartki
– 2011/2012 we wtorki, emitowany po nocnym wydaniu Tg2